# Miran Burgič
Miran Burgič, född den 25 september 1984 i Trbovlje i Jugoslavien, är en slovensk före detta professionell fotbollsspelare. Han spelade för ND Gorica i den slovenska högstadivisionen mellan 2003 och 2006 och vann ligan tre gånger, samt skytteligan en gång. I juli 2006 kom han till AIK. I Sverige och AIK började han med b-lagsmatcher men slog sig senare in i startelvan och noterades för fem mål på åtta matcher från start totalt, där han sedan besvärades av svåra skador. 2010 gick han till österrikiska Wacker Innsbruck. Han avslutade sin karriär 2018 i ND Gorica.

## Meriter
- Slovenska ligan med ND Gorica 2004, 2005, 2006
- Slovenska skytteligan 2006
- SM-guld 2009 med AIK
- Svenska Cupguld 2009 med AIK
- Svenska Supercupen 2010 med AIK